# Giannantonio Paladini
Giannantonio Paladini (Venezia, 20 ottobre 1937 – Venezia, 8 novembre 2004) è stato uno storico italiano.

## Biografia
Figlio di Antonio Paladini e Clara Prosperini, nacque in una famiglia originaria di Asolo
Conseguì nel 1962 la laurea in giurisprudenza presso l'Università di Padova, dove fu rappresentante degli studenti e contribuì alle lotte per la riforma universitaria, scrivendo alcuni artitoli per scritti realizzati per il giornale La Voce, diretto dai fratelli De Michelis e da Massimo Cacciari. Iniziò ad insegnare nelle scuole secondarie e istituti tecnici del veneziano, devenendo in seguito docente universitario di storia moderna e contemporanea presso la facoltà di lingue e letterature straniere dell'Università Ca' Foscari di Venezia, giornalista, uomo politico (presidente dell'Ussl veneziana, presidente della Provincia di Venezia, presidente del Consorzio di Studi e Ricerche Economiche e Sociali (COSES), consigliere della Fondazione Venezia), attivo nell'associazionismo sportivo dagli anni settanta ai primi anni novanta (consigliere nazionale della Federazione Italiana Tennis, presidente dell'Associazione sportiva Luigi Orsini) e organizzatore culturale (presidente dell'Ateneo Veneto).
Nel 1966 sposò l'insegnante Giuliana Carniello, da cui ebbe i figli Filippo Maria e Lorenzo.

## Opere
- Uscire dall'isola. Venezia, risparmio privato e pubblica utilità. 1822-2002, Laterza, 2003
- Venezia: il carnevale, fotografie di Francis Glorieus, testi di Giannantonio Paladini, Vianello, 2006
- Gino Luzzato (1878-1964), Venezia, 1997